# Kultura monochroniczna
Kultura monochroniczna – kategoria kultury określana w kontekście postrzegania czasu. Jest definiowana przy pomocy opozycji do kultury polichronicznej. Pojęcia kultury mono- i polichronicznej stworzył Edward Hall.
Kultura monochroniczna cechuje się zwracaniem uwagi na jedną rzecz naraz, wykonywaniem jednej czynności jednocześnie. Przedstawiciele tej kultury bardzo cenią sobie punktualność. Spóźnienie jest traktowane jako oznaka braku szacunku. Wartością jest przestrzeganie terminów i trzymanie się harmonogramów. Kultura monochroniczna przejawia się też w stosunku do przestrzeni. Charakterystyczne dla tej kultury są zamknięte, oddzielone boksy, gdzie każda osoba ma swoją oddzieloną strefę pracy, i każdy skupia się na swoim zadaniu. Czas postrzega się liniowo. Jest on postrzegany jako niemal namacalny, traktowany jak waluta. Może być „wydany”, „zaoszczędzony”, „zmarnowany” i „stracony”.
Kraje uznawane za kraje kultury monochronicznej to przede wszystkim Stany Zjednoczone, Niemcy, Japonia.
Czas monochroniczny jest tworem rewolucji przemysłowej w Anglii. Życie fabryczne wymagało, aby pracownicy stawili się na określoną godzinę.
W odniesieniu do Europy można zauważyć, że kraje Europy Północnej są przeważnie monochroniczne, jak Niemcy, a im dalej na południe, tym „zegar zaczyna bić wolniej” a „terminy stają się coraz bardziej płynne”, aż na południe Włoch, do Sycylii.
Zróżnicowanie mono-polichroniczne ma zastosowanie nie tylko do całych krajów, ale także w ich obrębie. W kraju o kulturze polichronicznej niektóre miasta mogą być bardziej monochroniczne. Też zwykle obszary bardziej uprzemysłowione są tymi o kulturze wyraźniej monochronicznej niż mniej zurbanizowane części kraju.
Możliwe jest, że kultury zaliczane początkowo do mono- czy polichronicznych po jakimś czasie zmienią swój profil i zaczną się kwalifikować do przeciwnej kategorii. Na przykład Japonia czy Singapur. Japonia, zaliczana kiedyś do kultur polichronicznych, dzisiaj ma cechy kultury monochronicznej. Podobnie Singapur - kultura tego kraju kiedyś uznawana za polichroniczną jest obecnie uznawana za kulturę umiarkowanie monochroniczną. Te dwa kraje są dowodem na to, że kultury się zmieniają, aczkolwiek powoli.
Uwzględnienie różnic pomiędzy kulturami mono- i polichronicznymi ma praktyczne zastosowanie w negocjacjach międzynarodowych.